# Nöl-Fäbodtjärnen
Nöl-Fäbodtjärnen är en sjö i Lycksele kommun i Lappland och ingår i Umeälvens huvudavrinningsområde. Sjön har en area på 0,191 kvadratkilometer och ligger 273 meter över havet.

## Delavrinningsområde
Nöl-Fäbodtjärnen ingår i det delavrinningsområde (718338-163917) som SMHI kallar för Utloppet av Abborrträsket. Medelhöjden är 287 meter över havet och ytan är 18,88 kvadratkilometer. Det finns inga avrinningsområden uppströms utan avrinningsområdet är högsta punkten. Sikträskbäcken som avvattnar avrinningsområdet har biflödesordning 3, vilket innebär att vattnet flödar genom totalt 3 vattendrag innan det når havet efter 178 kilometer. Avrinningsområdet består mestadels av skog (69 procent) och sankmarker (15 procent). Avrinningsområdet har 2,81 kvadratkilometer vattenytor vilket ger det en sjöprocent på 14,9 procent.